# Corrente metálica

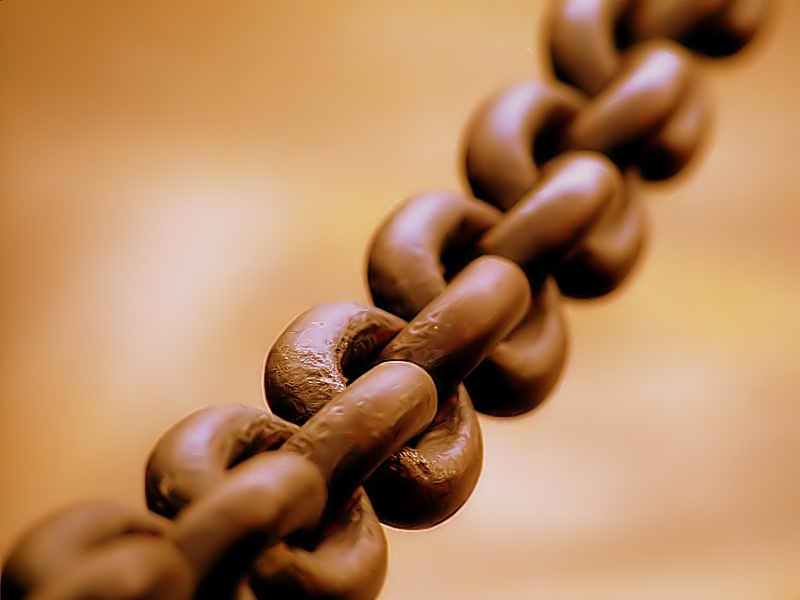
Uma corrente metálica

Uma corrente metálica ou cadeia metálica (também chamada cadeado em algumas zonas de Portugal, diferente de cadeado) consiste numa série de elos ligados, feitos normalmente de metal.

## Tipos de corrente
- As correntes flexíveis em duas dimensões podem ser utilizadas para delimitar acesso a certos locais ou para levantar objectos.

exemplo de uma corrente mecânica

- Em mecânica, a corrente é constituída por elos metálicos que se acoplam a uma engrenagem, como é o caso das correntes de bicicleta. A função da corrente é semelhante à da  correia mecânica, sendo a correia mecânica é feita de borracha enquanto que a corrente é feita de metal.